# Bereziné
Bereziné (en ucraniano: Березине, romanizado: Berezyné) es un pueblo ucraniano perteneciente al óblast de Odesa. Situado en el suroeste del país, es parte del raión de Bolgrado y del municipio (hromada) de Tarútine.

## Toponimia
El nombre del asentamiento en otros idiomas de importancia en el asentamiento es Berezino (en ruso: Березино; en búlgaro: Березино) o Berezina (en rumano: Berezina; en alemán: Beresina).

## Geografía
Bereziné se encuentra a orillas del río Kogilnik, 7 km al norte de Tarútine y 112 km al oeste de Odesa.

## Historia
El lugar se encontraba en el territorio del principado de Moldavia, que fue un estado vasallo del Imperio otomano. Con el tratado de Bucarest de 1812, junto al resto de Budyak, al Imperio ruso. En un manifiesto de 1813, el zar Alejandro I convocó a los colonos alemanes a colonizar las estepas recién conquistadas en la gobernación de Nueva Rusia. En 1814, emigrantes alemanes fundaron aquí el séptimo asentamiento alemán en la zona.
De los emigrantes que se instalaron aquí en 1816, 65 familias alemanas procedían de la zona de Varsovia, que habían emigrado allí unos años antes, además de 72 familias de emigrantes suabos de Wurtemberg y Baden. Desde 1817 llevó el nombre de Berézina, en honor a la batalla del Berézina contra Napoleón durante la invasión napoleónica de Rusia de 1812 que sucedió cerca del río Berézina. 
La localidad pertenecía al Imperio ruso hasta 1918, pero luego pasó al reino de Rumanía con el final de la Primera Guerra Mundial. La construcción de una vía férrea a partir de 1914 con una estación cercana supuso un progreso económico decisivo. La ruta de Leipzig a Akkerman, inaugurada el 2 de enero de 1916, facilitó el transporte de productos agrícolas y propició la instalación de comercios.
En 1940 fue tomada por soviéticos como parte de las cláusulas del pacto Ribbentrop-Mólotov. En virtud a este pacto, los alemanes locales fueron trasladados de forma voluntaria a la Alemania nazi (alrededor de 2.300 personas), siguiendo la política Heim ins Reich. Desde 1940, Bereziné fue colonizado por colonos de Kamianets-Podilski, Vínnitsa, Zhitómir y otras regiones.
Durante el período de pertenencia a la Unión Soviética, el lugar es un asentamiento de tipo urbano desde 1957.
Bereziné fue parte del raión de Tarútine hasta 2020, año en el que se hizo una reforma administrativa que redujo el número de raiónes del óblast de Odesa a siete, y el asentamiento pasó a ser parte del raión de Bolgrado.En 2023, Bereziné perdió el estatus de asentamiento de tipo urbano debido a la eliminación de este estatus administrativo.

## Demografía
La evolución de la población de Bereziné entre 1859 y 2022 fue la siguiente:
| 1618                                                          | 2334 | 2054 | 4414 | 4926 | 4764 | 4414 | 3830 | 3483 | 3516 | 3479 | 3410 | 3343 |
| (Fuente: Cities & Towns of Ukraine y UKRAINE: Größere Städte) |      |      |      |      |      |      |      |      |      |      |      |      |

Según el censo de 2001, la lengua materna de la mayoría de los habitantes, el 45,09%, es el ruso; del 21,02%, el ucraniano; del 12,82% es el búlgaro; el rumano del 11,07%; y del gagaúzo, 7,42%.

## Infraestructura

### Transporte
La estación de trenes de Bereziné está conectada con Artsiz, que, a su vez, es una estación en el ferrocarril que conecta Odesa e Izmaíl. Sin embargo, un enlace ferroviario abandonado entre Basarabeasca (Moldavia) y Bereziné fue reconstruido y reabierto para el tráfico de mercancías en agosto de 2022, en el marco de la invasión rusa de Ucrania.
El asentamiento está conectado por carretera con Artsiz, donde hay más conexiones con Odesa, y con Tarútine por la T-1627, mientras que otras carreteras cruzan a Moldavia.